# Stortjärnen (Degerfors socken, Västerbotten, 716445-166341)
Stortjärnen är en sjö i Vindelns kommun i Västerbotten och ingår i Umeälvens huvudavrinningsområde.